# HD42075
HD42075 — хімічно пекулярна зоря спектрального класу
A5 й має видиму зоряну величину в смузі V приблизно  9,0.

## Пекулярний хімічний вміст
Зоряна атмосфера HD42075 має підвищений вміст 
Eu
.